# Juan Román Pucheta
Juan Román Pucheta (Merlo, 11 luglio 2002) è un calciatore argentino, attaccante dell'Argentinos Juniors.

## Carriera
Pucheta è cresciuto nel settore giovanile dell'Argentinos Juniors con cui ha firmato il primo contratto professionistico nel giugno del 2020. Ha debuttato in prima squadra il 31 ottobre nell'incontro di Copa Diego Armando Maradona pareggiato 0-0 contro il San Lorenzo ed il 30 novembre ha segnato il suo primo gol, nel successo per 4-1 sull'Aldosivi.
Nel giugno del 2021 è stato ceduto in prestito al Tristán Suárez fino al termine della stagione. Nel gennaio del 2022 è passato sempre in prestito al San Martín (SJ) e sei mesi dopo è andato con la stessa formula al Brown (A).
Il 7 agosto 2023 andò in prestito all'uruguaiana La Luz, neopromossa. e, pochi mese più tardi, al Sud América, ancora in prestito.

## Statistiche

### Presenze e reti nei club
Statistiche aggiornate al 30 aprile 2024.
| Stagione        | Squadra            | Campionato      | Campionato | Campionato | Coppe nazionali | Coppe nazionali | Coppe nazionali | Coppe continentali | Coppe continentali | Coppe continentali | Altre coppe | Altre coppe | Altre coppe | Totale | Totale | Totale |
| Stagione        | Squadra            | Comp            | Pres       | Reti       | Comp            | Pres            | Reti            | Comp               | Pres               | Reti               | Comp        | Pres        | Reti        | Pres   | Reti   |        |
| --------------- | ------------------ | --------------- | ---------- | ---------- | --------------- | --------------- | --------------- | ------------------ | ------------------ | ------------------ | ----------- | ----------- | ----------- | ------ | ------ | ------ |
| 2020            | Argentinos Juniors | PD              | 0          | 0          | CA+CM           | 0+8             | 1               |                    | -                  | -                  |             | -           | -           | 8      | 1      |        |
| 2021            | Argentinos Juniors | PD              | 0          | 0          | CA+CdL          | 0+3             | 1               |                    | -                  | -                  |             | -           | -           | 3      | 1      |        |
| 2021            | Tristán Suárez     | PBN             | 11         | 3          |                 | -               | -               |                    | -                  | -                  |             | -           | -           | 11     | 3      |        |
| 2022            | San Martín (SJ)    | PBN             | 11         | 0          | CA              | 0               | 0               |                    | -                  | -                  |             | -           | -           | 11     | 0      |        |
| 2022            | Brown (A)          | PBN             | 9          | 0          | CA              | 0               | 0               |                    | -                  | -                  |             | -           | -           | 9      | 0      |        |
| 2024            | La Luz             | PD              | 8          | 0          | CU              | 0               | 0               |                    | -                  | -                  |             | -           | -           | 8      | 0      |        |
| 2024            | Sud América        | SD              | 4          | 1          | CU              | 0               | 0               |                    | -                  | -                  |             | -           | -           | 4      | 1      |        |
| Totale carriera | Totale carriera    | Totale carriera | 43         | 4          |                 | 11              | 2               |                    | 0                  | 0                  |             | -           | -           | 54     | 6      |        |